# Cirillo VI di Alessandria
Papa Kerollos VI (italianizzato come Cirillo VI), nato Azer Youssef Atta (Damanhur, 2 agosto 1902 – Il Cairo, 9 marzo 1971) è stato un vescovo cristiano orientale egiziano, 116º papa della Chiesa ortodossa copta dal 10 maggio 1959 fino alla sua morte.

## Biografia
Nato a Damanhur in una famiglia cristiana copta ortodossa, il 24 febbraio 1928 prese i voti di monaco al monastero Paromeos, assumendo il nome di Mina el-Baramosy. Nel 1959 divenne l'unico monaco ad essere nominato papa della Chiesa ortodossa copta ("papa di Alessandria e patriarca della predicazione di San Marco e di tutta l'Africa") nel XX secolo senza essere prima stato vescovo o metropolita.